# FC Sorkh Poshan Khafi
Der Football Club Sorkh Poshan Khafi, auch bekannt als Sorkh Poshan Herat, ist ein afghanischer Fußballverein aus Herat in der gleichnamigen Provinz. Aktuell, Stand Oktober 2024, spielt der Verein in der ersten Liga, der Afghanistan Champions League.

## Erfolge
- Afghanischer Meister: 2021
- Afghanischer Vizemeister: 2024

## Stadion
Der Verein trägt seine Heimspiele in verschiedenen Stadien in der Provinz Herat aus.

## Saisonplatzierung
| Saison  | Liga                         | Platz            |                  |
| ------- | ---------------------------- | ---------------- | ---------------- |
| 2021    | Afghanistan Champions League | 1.               |                  |
| 2022    | Afghanistan Champions League | 7.               |                  |
| 2023    | Keine Austragung             | Keine Austragung | Keine Austragung |
| 2024    | Afghanistan Champions League | 2.               |                  |
| 2024/25 | Afghanistan Champions League | 3.               |                  |